# Yayi Boni
Thomas Yayi Boni (født 1. juli 1952) er en beninisk bankmand og politiker, der har været præsident i Benin fra marts 2006 til april 2016, hvor han blev efterfulgt af Patrice Talon. I 2012 overtog han den etårige post som formand for Den afrikanske union.